# علي بن إبراهيم المالكي
علي بن إبراهيم المالكي سياسي ودبلوماسي قطري، والسفير الحالي لدولة قطر لدى جمهورية الفلبين، ولد في الدوحة بتاريخ 18 أغسطس 1977م، التحق بالعمل في وزارة الخارجية بعد أن أنهى دراسته الجامعية في فرنسا، اكتسب خبرات دبلوماسية نظراً لطول مدة عمله المتنوع في البعثات الدبلوماسية فتدرج في المناصب وحصل عدة ترقيات إلى أن تحصّل على درجة سفير مفوّض، وله من المؤلفات كتاب العدالة والانصاف في القانون الدولي، كما شارك في العديد من المؤتمرات والندوات الدولية.

## المؤهلات العلمية
- دبلوم في إعداد المستشار الدبلوماسي من مركز القاهرة الإقليمي للتدريب والتحكيم بالتعاون مع الأكاديمية العربية للعلوم والتكنولوجيا والنقل البحري التابعة لجامعة الدول العربية، عام 2014م.
- بماجستير في القانون الدولي من جامعة ليل في الجمهورية الفرنسية عام 2010م.
- ليسانس في الحقوق من جامعة القاهرة في جمهورية مصر العربية عام 2003م.

## الخبرات العملية
- عمل في إدارة الشؤون الإدارية والمالية – وزارة الخارجية الدوحة خلال الفترة من 1996 ولغاية 2000م.
- عمل في إدارة الشؤون العربية – وزارة الخارجية الدوحة خلال الفترة من 2000م ولغاية 2003م .
- عمل كمدير لمكتب مساعد وزير الخارجية - وزارة الخارجية الدوحة خلال الفترة 2003م ولغاية 2008م.[3]
- عمل بسفارة دولة قطر في فرنسا خلال الفترة من 2008م ولغاية 2013م.
- عمل بسفارة دولة قطر في لبنان خلال الفترة من 2013م ولغاية 2015م.
- نائب المندوب الدائم لدولة قطر لدى اليونسكو من عام 2011م حتى 2013م.
- شارك في الدورة السابعة والخمسون للجمعية العامة للأمم المتحدة عام 2002م.
- سفير دولة قطر لدى جمهورية الفلبين منذ العام 2016، وما زال.[4]

### العضويات
- عضو في مركز القاهرة للتدريب والتحكيم.
- عضو في الإتــحاد العربي للتوفيق والتحكيم الدولي.
- عضو في مركز مكة الدولي للتوفيق والتحكيم.